# Chiesa di San Giuseppe (Narcao)
La chiesa di San Giuseppe è un edificio religioso situato nella frazione di Rio Murtas  (comune di Narcao), centro abitato della Sardegna sud-occidentale. Consacrata al culto cattolico è sede dell'omonima parrocchia e fa parte della diocesi di Iglesias.